# Karl Remling
Karl Remling (* 1921; † 1985) war ein deutscher Kommunalpolitiker.

## Werdegang
Er war 1. Bürgermeister der unterfränkischen Stadt Ochsenfurt und von 1952 bis zu seiner Auflösung 1972 Landrat des gleichnamigen Landkreises. Während seiner Amtszeit wurden 1954 die Neue Mainbrücke in Ochsenfurt und 1969 der Flugplatz in Sommerhausen eingeweiht. 

## Ehrungen
- 1973: Verdienstkreuz 1. Klasse der Bundesrepublik Deutschland[1]
- April 1984: Ehrenbürger der Stadt Ochsenfurt